# Alexander Colwell White
Alexander Colwell White (* 12. Dezember 1833 in Kittanning, Armstrong County, Pennsylvania; † 11. Juni 1906 bei Brookville, Pennsylvania) war ein US-amerikanischer Politiker. Zwischen 1885 und 1887 vertrat er den Bundesstaat Pennsylvania im US-Repräsentantenhaus.

## Werdegang
Alexander White besuchte die öffentlichen Schulen seiner Heimat und das Jacksonville Institute sowie die Dayton Union Academy. Zwischenzeitlich unterrichtete er selbst als Lehrer. Im Jahr 1860 zog er in das Jefferson County. Nach einem Jurastudium und seiner 1862 erfolgten Zulassung als Rechtsanwalt begann er in Punxsutawney in diesem Beruf zu arbeiten. Während des Bürgerkrieges diente er für einige Zeit im Heer der Union. Später zog er nach Brookville, wo er als Anwalt praktizierte. In den Jahren 1867 und 1870 wurde er zum Bezirksstaatsanwalt gewählt. Politisch wurde er Mitglied der Republikanischen Partei.
Bei den Kongresswahlen des Jahres 1884 wurde White im 25. Wahlbezirk von Pennsylvania in das US-Repräsentantenhaus in Washington, D.C. gewählt, wo er am 4. März 1885 die Nachfolge des Demokraten John Denniston Patton antrat. Da er im Jahr 1886 auf eine weitere Kandidatur verzichtete, konnte er bis zum 3. März 1887 nur eine Legislaturperiode im Kongress absolvieren. Nach seiner Zeit im US-Repräsentantenhaus war White wieder als Anwalt tätig. Zwischenzeitlich fungierte er auch als Friedensrichter in der Ortschaft Rose. Er starb am 11. Juni 1906 nahe Brookville, wo er auch beigesetzt wurde.